# Eleições autárquicas portuguesas de 1989 no distrito de Aveiro
| Eleições autárquicas portuguesas de 1989 Distritos: Aveiro \| Beja \| Braga \| Bragança \| Castelo Branco \| Coimbra \| Évora \| Faro \| Guarda \| Leiria \| Lisboa \| Portalegre \| Porto \| Santarém \| Setúbal \| Viana do Castelo \| Vila Real \| Viseu \| Açores \| Madeira |

## Resultados por concelho
Os resultados nos concelhos do distrito de Aveiro foram os seguintes:

### Águeda
| Partido                 | Partido                        | Votos  | %               | +/-  | Vereadores | +/-     |
| ----------------------- | ------------------------------ | ------ | --------------- | ---- | ---------- | ------- |
|                         | Partido Social Democrata       | 9 189  | 40,33 / 100,00  | 5,19 | 3 / 7      | Estável |
|                         | Centro Democrático Social      | 7 249  | 31,81 / 100,00  | 3,04 | 3 / 7      | Estável |
|                         | Partido Socialista             | 4 684  | 20,56 / 100,00  | 0,74 | 1 / 7      | Estável |
|                         | Coligação Democrática Unitária | 918    | 4,03 / 100,00   | 1,89 | 0 / 7      | Estável |
| Votos Inválidos         | Votos Inválidos                | 746    | 3,28 / 100,00   | 0,48 |            |         |
| Total                   | Total                          | 22 786 | 100,00 / 100,00 |      | 7 / 7      |         |
| Eleitorado/Participação | Eleitorado/Participação        | 35 904 | 63,46 / 100,00  | 1,37 |            |         |

### Albergaria-a-Velha
| Partido                 | Partido                        | Votos  | %               | +/-   | Vereadores | +/-     |
| ----------------------- | ------------------------------ | ------ | --------------- | ----- | ---------- | ------- |
|                         | Centro Democrático Social      | 6 256  | 52,14 / 100,00  | 12,30 | 4 / 7      | 1       |
|                         | Partido Social Democrata       | 3 648  | 30,40 / 100,00  | 8,75  | 2 / 7      | 1       |
|                         | Partido Socialista             | 1 573  | 13,11 / 100,00  | 1,13  | 1 / 7      | Estável |
|                         | Coligação Democrática Unitária | 168    | 1,40 / 100,00   | 2,23  | 0 / 7      | Estável |
| Votos Inválidos         | Votos Inválidos                | 354    | 2,95 / 100,00   | 0,18  |            |         |
| Total                   | Total                          | 11 999 | 100,00 / 100,00 |       | 7 / 7      |         |
| Eleitorado/Participação | Eleitorado/Participação        | 17 507 | 68,54 / 100,00  | 3,62  |            |         |

### Anadia
| Partido                 | Partido                        | Votos  | %               | +/-   | Vereadores | +/-     |
| ----------------------- | ------------------------------ | ------ | --------------- | ----- | ---------- | ------- |
|                         | Partido Social Democrata       | 7 947  | 49,18 / 100,00  | 12,28 | 4 / 7      | 1       |
|                         | Partido Socialista             | 5 237  | 32,41 / 100,00  | 19,45 | 2 / 7      | 1       |
|                         | Centro Democrático Social      | 2 013  | 12,46 / 100,00  | 5,81  | 1 / 7      | Estável |
|                         | Coligação Democrática Unitária | 302    | 1,87 / 100,00   | 1,93  | 0 / 7      | Estável |
| Votos Inválidos         | Votos Inválidos                | 660    | 4,09 / 100,00   | 0,58  |            |         |
| Total                   | Total                          | 16 159 | 100,00 / 100,00 |       | 7 / 7      |         |
| Eleitorado/Participação | Eleitorado/Participação        | 25 197 | 64,13 / 100,00  | 5,16  |            |         |

### Arouca
| Partido                 | Partido                        | Votos  | %               | +/-   | Vereadores | +/-     |
| ----------------------- | ------------------------------ | ------ | --------------- | ----- | ---------- | ------- |
|                         | Partido Social Democrata       | 5 199  | 39,72 / 100,00  | 15,13 | 3 / 7      | 1       |
|                         | MDP/CDE-PRD                    | 3 170  | 24,22 / 100,00  | Novo  | 2 / 7      | Novo    |
|                         | Partido Socialista             | 2 132  | 16,29 / 100,00  | 4,48  | 1 / 7      | Estável |
|                         | Centro Democrático Social      | 1 771  | 13,53 / 100,00  | 9,71  | 1 / 7      | 1       |
|                         | Coligação Democrática Unitária | 346    | 2,64 / 100,00   | 3,81  | 0 / 7      | Estável |
| Votos Inválidos         | Votos Inválidos                | 472    | 3,61 / 100,00   | 0,04  |            |         |
| Total                   | Total                          | 13 090 | 100,00 / 100,00 |       | 7 / 7      |         |
| Eleitorado/Participação | Eleitorado/Participação        | 18 971 | 69,00 / 100,00  | 1,42  |            |         |

### Aveiro
| Partido                 | Partido                        | Votos  | %               | +/-  | Vereadores | +/-     |
| ----------------------- | ------------------------------ | ------ | --------------- | ---- | ---------- | ------- |
|                         | Centro Democrático Social      | 14 289 | 48,44 / 100,00  | 3,99 | 5 / 9      | Estável |
|                         | Partido Social Democrata       | 7 189  | 24,37 / 100,00  | 4,15 | 2 / 9      | 1       |
|                         | Partido Socialista             | 5 504  | 18,66 / 100,00  | 4,00 | 2 / 9      | 1       |
|                         | Coligação Democrática Unitária | 1 470  | 4,98 / 100,00   | 2,00 | 0 / 9      | Estável |
|                         | União Democrática Popular      | 143    | 0,48 / 100,00   | 0,07 | 0 / 9      | Estável |
| Votos Inválidos         | Votos Inválidos                | 901    | 3,06 / 100,00   | 0,41 |            |         |
| Total                   | Total                          | 29 496 | 100,00 / 100,00 |      | 9 / 9      | 2       |
| Eleitorado/Participação | Eleitorado/Participação        | 51 310 | 57,49 / 100,00  | 5,96 |            |         |

### Castelo de Paiva
| Partido                 | Partido                        | Votos  | %               | +/-   | Vereadores | +/-     |
| ----------------------- | ------------------------------ | ------ | --------------- | ----- | ---------- | ------- |
|                         | Partido Socialista             | 5 270  | 52,76 / 100,00  | 16,20 | 4 / 7      | 1       |
|                         | Partido Social Democrata       | 4 348  | 43,53 / 100,00  | 13,34 | 3 / 7      | 1       |
|                         | Coligação Democrática Unitária | 127    | 1,27 / 100,00   | 1,05  | 0 / 7      | Estável |
|                         | União Democrática Popular      | 50     | 0,50 / 100,00   | 1,80  | 0 / 7      | Estável |
| Votos Inválidos         | Votos Inválidos                | 194    | 1,94 / 100,00   | 0,41  |            |         |
| Total                   | Total                          | 9 989  | 100,00 / 100,00 |       | 7 / 7      |         |
| Eleitorado/Participação | Eleitorado/Participação        | 12 960 | 77,08 / 100,00  | 3,99  |            |         |

### Espinho
| Partido                 | Partido                        | Votos  | %               | +/-  | Vereadores | +/-     |
| ----------------------- | ------------------------------ | ------ | --------------- | ---- | ---------- | ------- |
|                         | Partido Social Democrata       | 6 140  | 34,13 / 100,00  | 4,15 | 3 / 7      | Estável |
|                         | Partido Socialista             | 5 552  | 30,86 / 100,00  | 8,64 | 2 / 7      | Estável |
|                         | Centro Democrático Social      | 3 395  | 18,87 / 100,00  | 5,61 | 1 / 7      | 1       |
|                         | Coligação Democrática Unitária | 2 174  | 12,08 / 100,00  | 1,18 | 1 / 7      | 1       |
| Votos Inválidos         | Votos Inválidos                | 729    | 4,05 / 100,00   | 1,01 |            |         |
| Total                   | Total                          | 17 990 | 100,00 / 100,00 |      | 7 / 7      |         |
| Eleitorado/Participação | Eleitorado/Participação        | 27 336 | 65,81 / 100,00  | 5,43 |            |         |

### Estarreja
| Partido                 | Partido                        | Votos  | %               | +/-   | Vereadores | +/-     |
| ----------------------- | ------------------------------ | ------ | --------------- | ----- | ---------- | ------- |
|                         | Partido Social Democrata       | 4 171  | 32,08 / 100,00  | 6,82  | 3 / 7      | Estável |
|                         | Partido Socialista             | 4 030  | 31,00 / 100,00  | 20,18 | 2 / 7      | 1       |
|                         | Centro Democrático Social      | 3 685  | 28,35 / 100,00  | 10,15 | 2 / 7      | 1       |
|                         | Coligação Democrática Unitária | 718    | 5,52 / 100,00   | 3,38  | 0 / 7      | Estável |
| Votos Inválidos         | Votos Inválidos                | 396    | 3,05 / 100,00   | 0,18  |            |         |
| Total                   | Total                          | 13 000 | 100,00 / 100,00 |       | 7 / 7      |         |
| Eleitorado/Participação | Eleitorado/Participação        | 21 094 | 61,63 / 100,00  | 5,57  |            |         |

### Ílhavo
| Partido                 | Partido                        | Votos  | %               | +/-  | Vereadores | +/-     |
| ----------------------- | ------------------------------ | ------ | --------------- | ---- | ---------- | ------- |
|                         | Partido Social Democrata       | 6 605  | 47,54 / 100,00  | 6,90 | 4 / 7      | 1       |
|                         | Partido Socialista             | 5 970  | 42,97 / 100,00  | 4,25 | 3 / 7      | Estável |
|                         | Centro Democrático Social      | 497    | 3,58 / 100,00   | 6,84 | 0 / 7      | 1       |
|                         | Coligação Democrática Unitária | 394    | 2,84 / 100,00   | 4,18 | 0 / 7      | Estável |
| Votos Inválidos         | Votos Inválidos                | 429    | 3,09 / 100,00   | 0,11 |            |         |
| Total                   | Total                          | 13 895 | 100,00 / 100,00 |      | 7 / 7      |         |
| Eleitorado/Participação | Eleitorado/Participação        | 25 194 | 55,15 / 100,00  | 0,88 |            |         |

### Mealhada
| Partido                 | Partido                        | Votos  | %               | +/-   | Vereadores | +/- |
| ----------------------- | ------------------------------ | ------ | --------------- | ----- | ---------- | --- |
|                         | Partido Socialista             | 4 806  | 46,88 / 100,00  | 14,27 | 4 / 7      | 2   |
|                         | Partido Social Democrata       | 4 451  | 43,42 / 100,00  | 2,32  | 3 / 7      | 1   |
|                         | Coligação Democrática Unitária | 592    | 5,77 / 100,00   | 13,02 | 0 / 7      | 1   |
| Votos Inválidos         | Votos Inválidos                | 403    | 3,94 / 100,00   | 1,08  |            |     |
| Total                   | Total                          | 10 252 | 100,00 / 100,00 |       | 7 / 7      |     |
| Eleitorado/Participação | Eleitorado/Participação        | 15 622 | 65,63 / 100,00  | 1,48  |            |     |

### Murtosa
| Partido                 | Partido                        | Votos | %               | +/-   | Vereadores | +/-     |
| ----------------------- | ------------------------------ | ----- | --------------- | ----- | ---------- | ------- |
|                         | Partido Socialista             | 2 273 | 52,60 / 100,00  | 39,27 | 3 / 5      | 3       |
|                         | Partido Social Democrata       | 1 891 | 43,76 / 100,00  | 26,36 | 2 / 5      | 3       |
|                         | Coligação Democrática Unitária | 41    | 0,95 / 100,00   | 4,10  | 0 / 5      | Estável |
| Votos Inválidos         | Votos Inválidos                | 116   | 2,69 / 100,00   | 1,02  |            |         |
| Total                   | Total                          | 4 321 | 100,00 / 100,00 |       | 5 / 5      |         |
| Eleitorado/Participação | Eleitorado/Participação        | 7 753 | 55,73 / 100,00  | 1,88  |            |         |

### Oliveira de Azeméis
| Partido                 | Partido                        | Votos  | %               | +/-   | Vereadores | +/-     |
| ----------------------- | ------------------------------ | ------ | --------------- | ----- | ---------- | ------- |
|                         | Partido Social Democrata       | 14 159 | 43,79 / 100,00  | 0,26  | 3 / 7      | 1       |
|                         | Partido Socialista             | 10 846 | 33,54 / 100,00  | 16,49 | 3 / 7      | 2       |
|                         | Centro Democrático Social      | 5 000  | 15,46 / 100,00  | 12,77 | 1 / 7      | 1       |
|                         | Coligação Democrática Unitária | 763    | 2,36 / 100,00   | 4,92  | 0 / 7      | Estável |
|                         | Partido da Democracia Cristã   | 452    | 1,40 / 100,00   | -     | 0 / 7      | -       |
| Votos Inválidos         | Votos Inválidos                | 1 114  | 3,44 / 100,00   | 0,06  |            |         |
| Total                   | Total                          | 32 334 | 100,00 / 100,00 |       | 7 / 7      |         |
| Eleitorado/Participação | Eleitorado/Participação        | 49 784 | 64,95 / 100,00  | 1,18  |            |         |

### Oliveira do Bairro
| Partido                 | Partido                        | Votos  | %               | +/-   | Vereadores | +/-     |
| ----------------------- | ------------------------------ | ------ | --------------- | ----- | ---------- | ------- |
|                         | Centro Democrático Social      | 5 766  | 54,36 / 100,00  | 13,66 | 4 / 7      | 1       |
|                         | Partido Social Democrata       | 3 677  | 34,67 / 100,00  | 11,69 | 3 / 7      | Baixa   |
|                         | Partido Socialista             | 732    | 6,90 / 100,00   | 0,26  | 0 / 7      | Estável |
|                         | Coligação Democrática Unitária | 123    | 1,16 / 100,00   | 2,29  | 0 / 7      | Estável |
| Votos Inválidos         | Votos Inválidos                | 309    | 2,91 / 100,00   | 0,58  |            |         |
| Total                   | Total                          | 10 607 | 100,00 / 100,00 |       | 7 / 7      |         |
| Eleitorado/Participação | Eleitorado/Participação        | 15 325 | 69,21 / 100,00  | 1,96  |            |         |

### Ovar
| Partido                 | Partido                        | Votos  | %               | +/-  | Vereadores | +/-     |
| ----------------------- | ------------------------------ | ------ | --------------- | ---- | ---------- | ------- |
|                         | Partido Social Democrata       | 9 601  | 44,86 / 100,00  | 6,81 | 4 / 7      | 1       |
|                         | Partido Socialista             | 5 253  | 24,55 / 100,00  | 9,29 | 2 / 7      | 1       |
|                         | Centro Democrático Social      | 4 414  | 20,63 / 100,00  | 2,93 | 1 / 7      | 1       |
|                         | Coligação Democrática Unitária | 1 119  | 5,23 / 100,00   | 5,95 | 0 / 7      | 1       |
|                         | União Democrática Popular      | 308    | 1,44 / 100,00   | 0,35 | 0 / 7      | Estável |
| Votos Inválidos         | Votos Inválidos                | 705    | 3,29 / 100,00   | 0,20 |            |         |
| Total                   | Total                          | 21 400 | 100,00 / 100,00 |      | 7 / 7      |         |
| Eleitorado/Participação | Eleitorado/Participação        | 35 818 | 59,75 / 100,00  | 1,39 |            |         |

### Santa Maria da Feira
| Partido                 | Partido                        | Votos  | %               | +/-   | Vereadores | +/-     |
| ----------------------- | ------------------------------ | ------ | --------------- | ----- | ---------- | ------- |
|                         | Partido Social Democrata       | 24 845 | 41,38 / 100,00  | 1,20  | 5 / 9      | Estável |
|                         | Partido Socialista             | 23 970 | 39,92 / 100,00  | 14,45 | 4 / 9      | 2       |
|                         | Centro Democrático Social      | 3 630  | 6,05 / 100,00   | 2,64  | 0 / 9      | 1       |
|                         | Partido da Democracia Cristã   | 3 231  | 5,38 / 100,00   | 4,07  | 0 / 9      | 1       |
|                         | Coligação Democrática Unitária | 2 618  | 4,36 / 100,00   | 3,29  | 0 / 9      | Estável |
| Votos Inválidos         | Votos Inválidos                | 1 752  | 2,92 / 100,00   | 0,18  |            |         |
| Total                   | Total                          | 60 046 | 100,00 / 100,00 |       | 9 / 9      |         |
| Eleitorado/Participação | Eleitorado/Participação        | 87 999 | 68,23 / 100,00  | 0,41  |            |         |

### São João da Madeira
| Partido                 | Partido                        | Votos  | %               | +/-   | Vereadores | +/-     |
| ----------------------- | ------------------------------ | ------ | --------------- | ----- | ---------- | ------- |
|                         | Centro Democrático Social      | 3 979  | 42,20 / 100,00  | 4,21  | 3 / 7      | 1       |
|                         | Partido Socialista             | 2 524  | 26,77 / 100,00  | -     | 2 / 7      | -       |
|                         | Partido Social Democrata       | 2 093  | 22,20 / 100,00  | 19,06 | 2 / 7      | 1       |
|                         | Coligação Democrática Unitária | 536    | 5,68 / 100,00   | 4,24  | 0 / 7      | Estável |
| Votos Inválidos         | Votos Inválidos                | 298    | 3,16 / 100,00   | 0,75  |            |         |
| Total                   | Total                          | 9 430  | 100,00 / 100,00 |       | 7 / 7      |         |
| Eleitorado/Participação | Eleitorado/Participação        | 15 010 | 62,82 / 100,00  | 9,36  |            |         |

### Sever do Vouga
| Partido                 | Partido                        | Votos  | %               | +/-   | Vereadores | +/-     |
| ----------------------- | ------------------------------ | ------ | --------------- | ----- | ---------- | ------- |
|                         | Centro Democrático Social      | 4 402  | 52,76 / 100,00  | 14,33 | 4 / 7      | 1       |
|                         | Partido Social Democrata       | 3 182  | 38,14 / 100,00  | 9,50  | 3 / 7      | 1       |
|                         | Coligação Democrática Unitária | 483    | 5,79 / 100,00   | 3,41  | 0 / 7      | Estável |
| Votos Inválidos         | Votos Inválidos                | 276    | 3,31 / 100,00   | 0,37  |            |         |
| Total                   | Total                          | 8 343  | 100,00 / 100,00 |       | 7 / 7      |         |
| Eleitorado/Participação | Eleitorado/Participação        | 11 080 | 75,30 / 100,00  | 0,58  |            |         |

### Vagos
| Partido                 | Partido                        | Votos  | %               | +/-   | Vereadores | +/-     |
| ----------------------- | ------------------------------ | ------ | --------------- | ----- | ---------- | ------- |
|                         | Partido Social Democrata       | 5 329  | 51,05 / 100,00  | 12,98 | 4 / 7      | 1       |
|                         | Centro Democrático Social      | 4 014  | 38,45 / 100,00  | 14,44 | 3 / 7      | 1       |
|                         | Partido Socialista             | 780    | 7,47 / 100,00   | 1,44  | 0 / 7      | Estável |
|                         | Coligação Democrática Unitária | 42     | 0,40 / 100,00   | 0,38  | 0 / 7      | Estável |
| Votos Inválidos         | Votos Inválidos                | 274    | 2,63 / 100,00   | 0,40  |            |         |
| Total                   | Total                          | 10 439 | 100,00 / 100,00 |       | 7 / 7      |         |
| Eleitorado/Participação | Eleitorado/Participação        | 15 164 | 68,84 / 100,00  | 0,59  |            |         |

### Vale de Cambra
| Partido                 | Partido                        | Votos  | %               | +/-  | Vereadores | +/-     |
| ----------------------- | ------------------------------ | ------ | --------------- | ---- | ---------- | ------- |
|                         | Centro Democrático Social      | 5 604  | 39,80 / 100,00  | 1,22 | 3 / 7      | Estável |
|                         | Partido Social Democrata       | 5 382  | 38,23 / 100,00  | 1,02 | 3 / 7      | Estável |
|                         | Partido Socialista             | 2 539  | 18,03 / 100,00  | 1,71 | 1 / 7      | Estável |
|                         | Coligação Democrática Unitária | 146    | 1,04 / 100,00   | 0,98 | 0 / 7      | Estável |
| Votos Inválidos         | Votos Inválidos                | 408    | 2,90 / 100,00   | 0,53 |            |         |
| Total                   | Total                          | 14 079 | 100,00 / 100,00 |      | 7 / 7      |         |
| Eleitorado/Participação | Eleitorado/Participação        | 20 124 | 69,96 / 100,00  | 3,68 |            |         |